# Echinopla nitida
Echinopla nitida är en myrart som beskrevs av Smith 1863. Echinopla nitida ingår i släktet Echinopla och familjen myror. Inga underarter finns listade i Catalogue of Life.